# هيليو سيلفا
هيليو سيلفا (بالبرتغالية: Hélio Silva‏) (مواليد 25 مايو 1926) هو سبّاح برازيلي، مثّل بلاده في الألعاب الأولمبية الصيفية 1948.

## روابط خارجية
هيليو سيلفا على موقع الاتحاد الدولي للسباحة (الإنجليزية)
- هيليو سيلفا على موقع اللجنة الأولمبية الدولية (الإنجليزية)
- هيليو سيلفا على موقع أوليمبيديا (الإنجليزية)